# Jan Frans van Bloemen

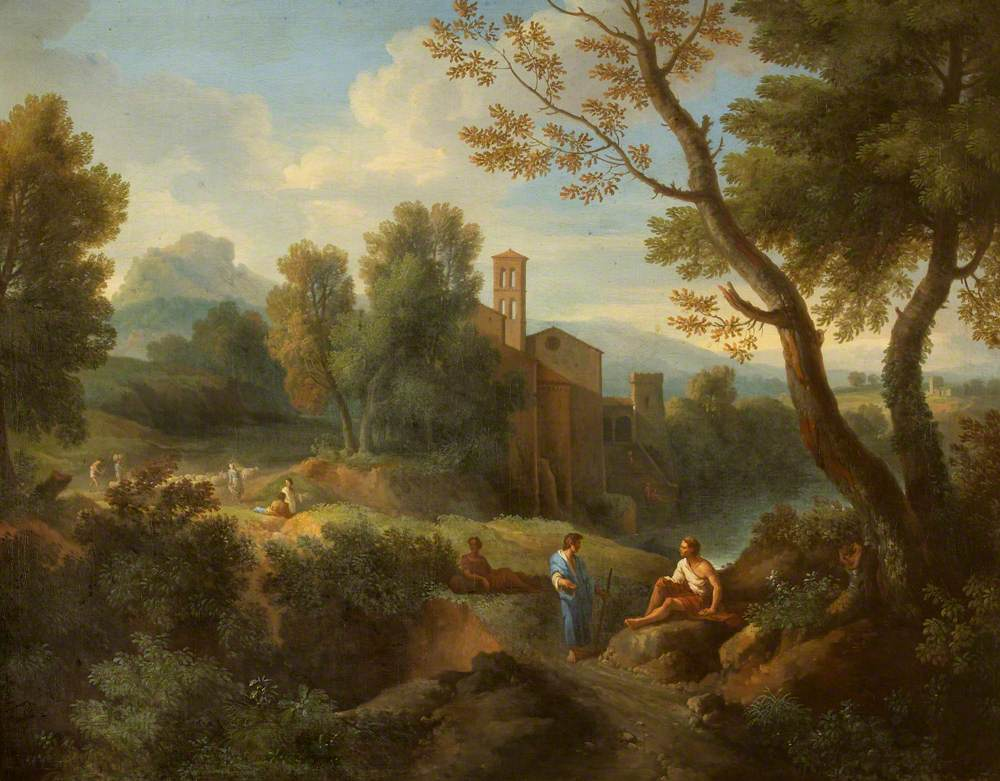
Klassiek landschap

Jan Frans van Bloemen (Antwerpen, 12 mei 1662 – Rome, 13 juni 1749) was een Vlaams landschapschilder die vooral actief was in Rome. Hier slaagde hij erin om uit te groeien tot de belangrijkste schilder van gezichten (vedute) van het Romeinse platteland, dat hij afbeeldde in de esthetiek van de klassieke landschapstraditie.

## Leven
Jan Frans van Bloemen werd geboren in Antwerpen. Hij trainde waarschijnlijk met zijn oudere broer Pieter van Bloemen. Tussen 1681 en 1684 was hij in zijn geboortestad Antwerpen een leerling van Anton Goubau, een schilder van voornamelijk marktscènes en Bamboccianti-, low-life-onderwerpen geplaatst in een Romeinse of mediterrane omgeving.  Hij reisde rond 1682 naar Parijs, waar hij enkele jaren verbleef. Vervolgens verhuisde hij naar Lyon, waar zijn broer Pieter verbleef. Hij ontmoette daar waarschijnlijk de schilder Adriaen van der Kabel.

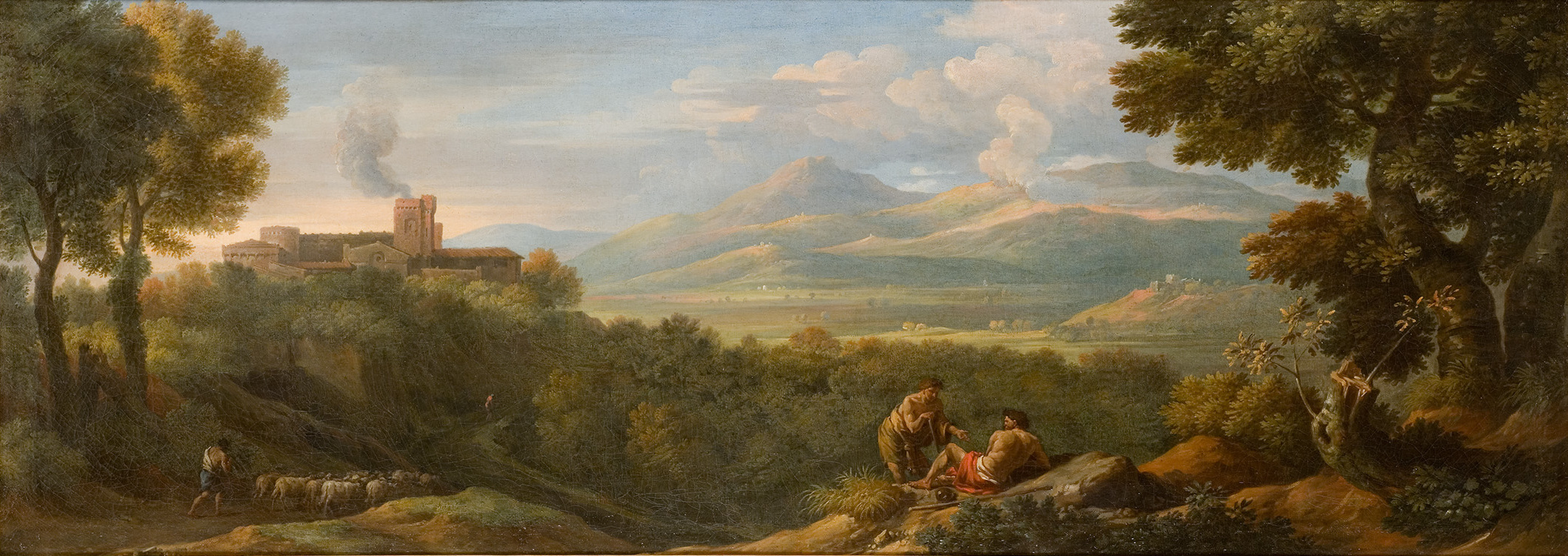
Panoramisch landschap in Latium

Via Turijn reisden Jan Frans en Pieter naar Rome, waar ze in 1688 in de parochie Sant'Andrea delle Fratte geregistreerd waren. In 1690 vervoegde een derde schilderende broer Norbert (1670-1746) zich bij hen. Pieter keerde in 1694 terug naar Antwerpen terug en Norbert vertrok vóór 1724 naar Amsterdam.
Jan Frans bleef in Rome voor de rest van zijn leven, met uitzondering van een paar uitstapjes naar Napels, Sicilië en Malta, die hij ondernam met zijn broer Pieter. Hij werd in Rome lid van de Bentvueghels onder de 'bentnaam' Orizzonte of Horizonti of Orizonte, een verwijzing naar de horizon in zijn vele landschapsschilderijen.  De prominente Nederlandse schilder Caspar van Wittel werd de peter van zijn eerste kind.
Van Bloemen was zeer succesrijk, maar vond pas laat erkenning van de vooraanstaande Romeinse schildersgilde, de Accademia di San Luca. Dit gebeurde toen hij ruim 70 jaar oud was. Hij overleed in Rome in 1749.
Tot zijn leerlingen behoorden Franz Ignaz Oefele, Gabrielle Ricciardelli en Nicolò Bonito.

## Werk

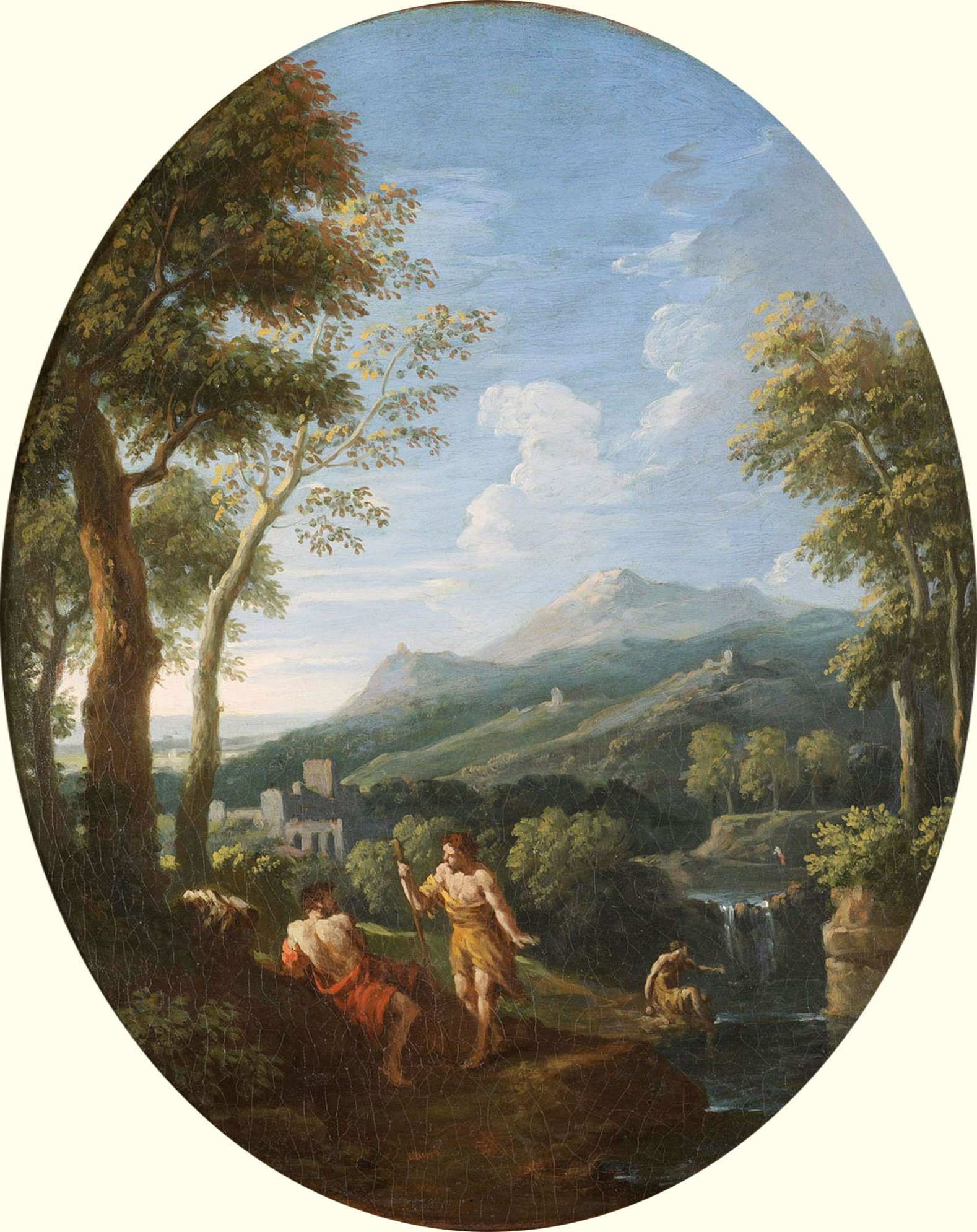
Italiaans landschap

Van Bloemen schilderde voornamelijk klassieke landschappen, die geïnspireerd waren op het Romeinse platteland. Zijn landschappen, die lijken terug te wijken via verschillende vlakken en overgoten worden door een zacht en warm licht, steunden op de voorbeelden van kunstenaars zoals Claude Lorrain en Gaspard Dughet. Zijn schilderijen zijn doordrenkt met die "moeilijk te definiëren pastorale sfeer" die ertoe bijdroeg dat hij in de ogen van zijn tijdgenoten als een groot schilder werd beschouwd. De landschappen bevatten vaak mythologische en religieuze onderwerpen.
De techniek en de onderwerpen van het werk van Jan Frans van Bloemen zijn ook gerelateerd aan schilders zoals Jan Asselijn, Thomas Wyck, Willem Romeyn en Willem Schellinks. Zijn geschilderde vedute vallen in de categorie van de vedute die realistische met fantastische elementen mengen.
Hij werkte samen met andere schilders die de figuren in zijn landschappen schilderden, zoals Carlo Maratti, Placido Costanzi en Pompeo Batoni. Hij vertrouwde echter alleen op een dergelijke samenwerking met figuurschilders in de laatste decennia van zijn leven, toen hij zijn meest ambitieuze classicistische composities maakte. Zelfs dan vertrouwde hij alleen op deze figurenspecialisten voor de meest prominente figuren op de voorgrond, terwijl hij zelf de minder belangrijke personages voor zijn rekening nam.  In feite was van Bloemen een volleerd staffageschilder en was hij zeer bedreven in het snel leren imiteren van de stijl van zijn medewerkers.  Hierdoor zijn veel figuren op zijn schilderijen die worden toegeschreven aan prestigieuze tijdgenoten in werkelijkheid van zijn eigen hand.  Hij werkte het vaakst samen met Placido Costanzi.  Hij beschouwde het schilderijenpaar De Vlucht naar Egypte en De Rust op de Vlucht naar Egypte als zijn beste samenwerking met Placido Costanzi, die de figuren schilderde.
Zijn landschapstekeningen, die vaak denkbeeldige ruïnes voorstellen, zijn verward met die van zijn broer Pieter, die beter bekend is om zijn tekeningen van figuren en dieren.  Jan Frans van Bloemen maakte ook pentekeningen van gebouwen in en rond Rome.